# Леганес
Леганес је јужно предграђе Мадрида у Шпанији. Смештен је на 665 m надморске висине и заузима површину од 43 km². У јануару 2005. године је имао 184.481 становника.

## Историја
Краљ Алфонсо X Мудри је основао град 1280. године. За време Шпанског грађанског рата град је био седиште управе републике све док Франциско Франко није освојио Мадрид 2. новембра 1936. године. Након напада на Мадрид 11. марта 2004. године, пет атентатора је пронађено 3. априла 2004. у једном стану у Леганесу. Приликом покушаја њиховог хапшења, дигли су сами себе у ваздух, а тада је погинуо и један полицајац.

## Становништво
Према процени, у граду је 2008. живело 184.209 становника.

| 1970.  | 1981.   | 1989.   | 1991.   | 2002.   | 2011.   |
| ------ | ------- | ------- | ------- | ------- | ------- |
| 57.537 | 163.426 | 171.589 | 170.043 | 173.584 | 185.758 |

## Знаменитости
У Леганесу се налази један део универзитета Карлоса III чије је седиште у Хетафеу.

## Партнерски градови
- Витлејем
- Тиндуф
- Егалео
- Somoto
- Arroyo Naranjo
- Кончали
- La Agüera
- Macará
- Huzhou
- Targuist